# Sohaemus (Emesa)
Gaius Iulius Sohaemus († nach 72) aus der Dynastie der Sampsigeramiden war der letzte bekannte Fürst von Emesa und König der Sophene.
Sohaemus war der jüngere Sohn des Fürsten Sampsigeramos II. von Emesa. 54 übernahm er als Nachfolger seines Bruders Azizos die Herrschaft über das am Orontes gelegene Fürstentum. Zudem ernannte ihn der römische Kaiser Nero zum König der Sophene, die zuvor ein Teil Armeniens gewesen war und es offenbar um 60 auch wieder wurde. Wie schon sein Vater ließ sich Sohaemus als „Großkönig“ bezeichnen.
Im Jüdischen Krieg kämpfte Sohaemus auf römischer Seite. 66 beteiligte er sich an der Belagerung Jerusalems durch Cestius Gallus, im Vierkaiserjahr 69 unterstützte er Vespasian und 70 begleitete er dessen Sohn Titus bei der Eroberung Jerusalems. 72 nahm er an einer von Caesennius Paetus geführten Strafexpedition gegen Antiochos IV. von Kommagene teil. Sein weiterer Lebensweg ist nicht bekannt; wohl unter Vespasians Sohn Domitian (81–96) wurde Emesa in die Provinz Syria eingegliedert.
Sohaemus war ein Patron der Tempelstadt Heliopolis und wurde von den Römern mit den ornamenta consularia ausgezeichnet.